# Castra Herculis
Castra Herculis era una fortezza costruita durante la  presenza romana dei Paesi Bassi. È menzionata nella Tavola Peutingeriana sulla strada tra Noviomagus (Nimega) e Carvo (Kesteren). Il Castra Herculis è menzionato anche da Ammiano Marcellino come una delle sette città (civitates) costruite dall'Imperatore Giuliano l'Apostata nel 359. I forti lungo il Reno furono poi riconquistati, riutilizzati e rinforzati, come dimostrano gli scavi a Meinerswijk.
Il Castra Herculis è solitamente identificato con il l'attuale Meinerswijk ad Arnhem. La strada romana, in parte scoperta, da Nimega sul Reno passava da Elst e Driel a Kesteren e non oltre Meinerswijk. A Meinerswijk sono stati fatti scavi su resti di un forte di confine (castellum). Un altro punto importante è che la parola castra è generalmente utilizzato per rafforzare una o due legioni (5000/10000 uomini), mentre un castellum è stato costruito per una coorte (500/1000 uomini). Il castellum di Meinerswijk si trovava sul confine settentrionale dell'impero romano; i cosiddetti limes (in latino per "confine") ma la posizione attuale di Castra Herculis è in effetti ancora un mistero. Anche se le indicazioni sono che Castra Herculis può finalmente trovarsi nell'attuale Elst. Questo perché ad Elst sono stati fatti scavi al più grande tempio ufficiale dall'impero romano sopra le Alpi. Ercole Magusano fu adorato in questo tempio. In un secondo tempio scavato nella nuova zona residenziale di Westeraam sono state trovate alcune tombe del IV secolo. La datazione di queste tombe corrisponde alla riconquista dei forti del Reno da parte di Giuliano l'Apostata come descritto da Ammiano Marcellino. Nel 2015, i resti di un bagno pubblico è stato trovato durante i lavori presso la banca ABN-Amro di Elst. Queste caratteristiche sono associati a livelli elevati di occupazione. Poiché un ramo navigabile del Reno correva lungo Elst in epoca romana e vi era un attraversamento di strade e vie d'acqua romane in questo punto, l'indicazione sulla mappa di Tabula Peutingeriana non è solo logica, ma è anche accettabile in termini di distanze (13 leghe dal castrum di Kesteren e 8 leghe da Nimega). Che quest'ultima distanza sembra lunga in relazione alla distanza del cielo sembra essere spiegata dalla domanda in cui il fiume Waal doveva essere attraversato. I pianificatori di itinerari contemporanei controllano l'automobilista moderno anche attraverso lo svincolo di Valburg a Nijmegen a causa delle autostrade e del ponte. Anche nell'atto di donazione del 726 di Karel Martel van Marithaime noto anche come Villa Heliste (Elst) presso il Salvatoruskerk di Utrecht, si dice che questo luogo era un tempo castrum. Questo castrum non è associato al nome del dio Ercole pagano del cristiano Carlo Martello.

## Il castellum di Meinerswijk
Il castello di Meinerswijk fu probabilmente costruito tra il 10 e il 20 d.C. dal generale romano Germanicosul lato meridionale del Reno. Questa fortezza di legno proteggeva la navigazione romana sul Reno e il fossa drusiana, che collegava il Reno all'IJssel.
Intorno al 47 d.C., il comandante romano Corbulone ricostruì o fortificò il forte. Corbulone usò la fossa drusiana per trasportare rapidamente le sue truppe a nord nella sua battaglia contro i Frisii ed i Cauci. Una parte della Legio V Alaudae era di stanza a quel tempo in questo castellum. Nel 69 d.C. fu incendiato dai Batavi durante l'insurrezione Batava, ma subito dopo che la rivolta fu precipitata, il forte situato in posizione strategica fu ricostruito e ingrandito. Presumibilmente il forte fu ricostruito e rafforzato intorno al 120 sotto l'imperatore Adriano. Intorno al 220 il castellum fu ricostruito, questa volta in pietra.
L'istituzione dell'impero delle Gallie nel 260 dall'usurpatore Postumus fece abbandonare il castellum. Solo nel 359 sotto l'imperatore Giuliano l'Apostata il forte fu ricostruito nel contesto del rafforzamento del confine del Reno. Intorno al 400 il forte fu definitivamente abbandonato dai Romani. Le scoperte del suolo mostrano che in seguito sorgeva un castello franco. Nell'VIII secolo l'area era conosciuta come Meginhardeswich ("villaggio di Meginhard").

## Ricerca archeologica
Nel 1979 a Meinerswijk fu effettuata un'indagine su piccola scala, nella quale furono rinvenuti diversi muri in pietra, terracotta colorata (terra sigillata) e tegole. Nel 1991 fu fatto uno scavo in cui fu scoperto il muro meridionale con il cancello posteriore (porta decumana). Fu anche trovato l'edificio principale (principia) del castellum.